# یواس‌اس استروپ (ای‌کی-۹۶)
یواس‌اس استروپ (ای‌کی-۹۶) (به انگلیسی: USS Sterope (AK-96)) یک کشتی بود که طول آن ۴۴۱ فوت ۶ اینچ (۱۳۴٫۵۷ متر) بود. این کشتی در سال ۱۹۴۲ ساخته شد.